# Emil Herbolzheimer
Emil Otto Herbolzheimer, auch Emilio Herbolzheimer (* 13. Mai 1944; † 30. März 2011) war ein deutsch-spanischer Volkswirt. 
Er wurde Elektroingenieur an der Escuela Técnica de Peritos Industriales und erwarb an der Michigan State University seinen Master of Arts und Doktor der Philosophie. 
Er arbeitet zunächst als Ökonom für Union Carbide in Venezuela und die Urquijo Bank in Spanien. Danach leitete er eine Unternehmensberatung im Technologiemanagement. 13 Jahre war er als Senior Economist für die Konferenz der Vereinten Nationen für Handel und Entwicklung (UNCTAD) tätig. 
Er lehrte Wirtschaftswissenschaften an der Katholischen Universität in Caracas und der Universität Genf. Später wechselte er an die ESADE Business School in Barcelona und 1997 an die Henley Management College, wo er die Fachgebiete Strategische Ausrichtung und Business Transformation leitete. 
Kurz nachdem er in den Ruhestand gegangen war, erlag er beim Skiurlaub in La Molina einem Kreislaufstillstand. 